# Графтон (Западная Виргиния)
Графтон (англ. Grafton) — город в штате Западная Виргиния, США. Он является административным центром округа Тейлор. В 2010 году в городе проживало 5164 человека.

## Географическое положение
Графтон находится на севере штата Западная Виргиния и является административным центром округа Тейлор. Он расположен на холмах долины реки Тигарт на пересечении магистралей US 50 и US 119. Полная площадь города — 9,84 км², из которых 9,51 км² — земля и 0,34 км² — вода.

### Климат
По классификации климатов Кёппена климат Графтона относится к субтропическому влажному. Климат города характеризуется относительно высокими температурами и равномерным распределением осадков в течение года. Летом он находится под влиянием влажного, морского воздуха с океана. Среднее годовое количество осадков — 1221,7 мм. Средняя температура в году — 10,7 °C, самый тёплый месяц — июль (средняя температура 21,4 °C), самый холодный — январь (средняя температура −1,5 °C).

## История

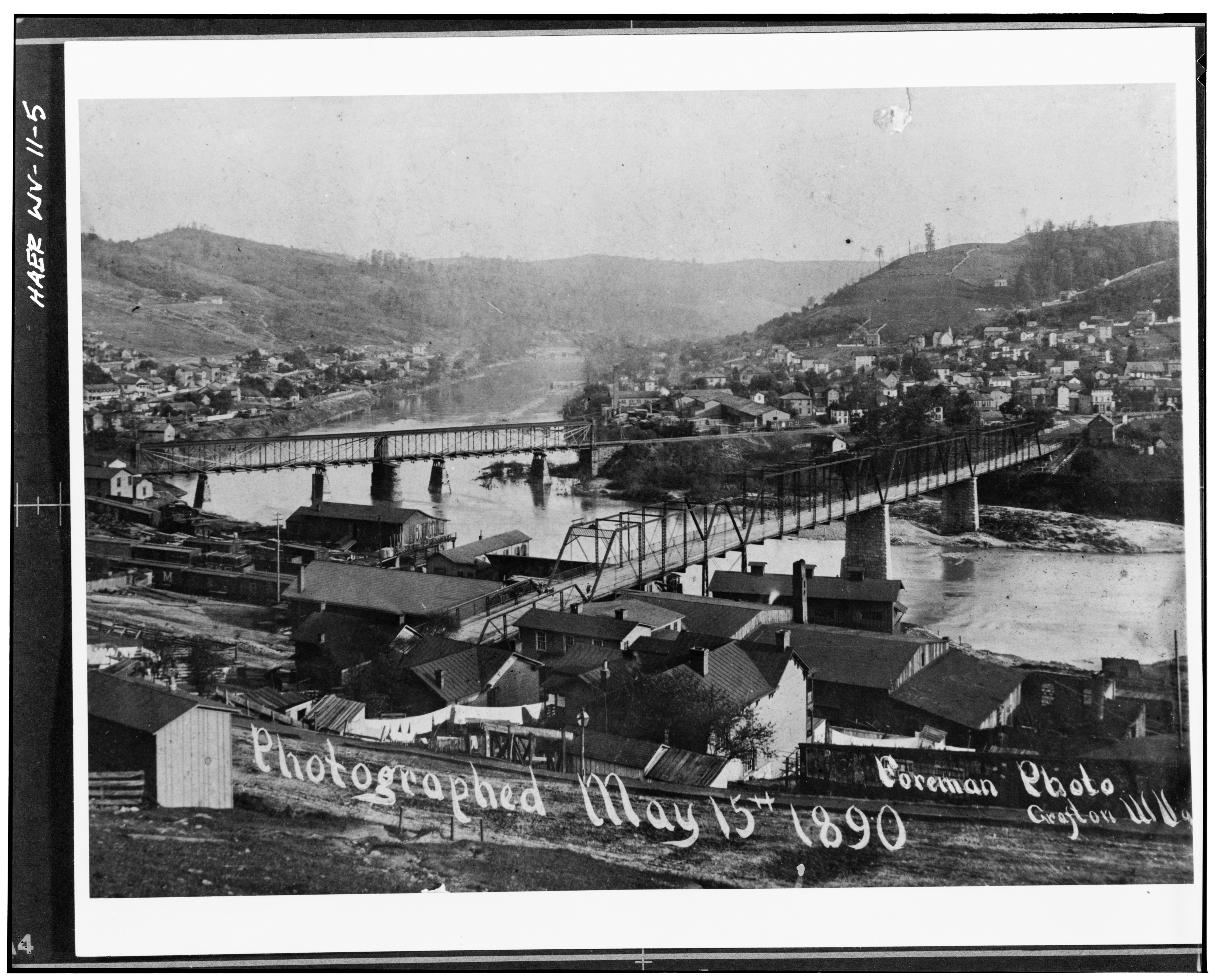
Город в 1890 году

Заселение Графтона было частью распространения поселенцев на запад в начале XVIII века. Семья Каррентов, ирландских эмигрантов, приобрела за лошадь 5,26 км² территории Виргинии (на месте которой сейчас расположен Графтон). К 1853 году поселение стало станцией железной дороги «Балтимор и Огайо», которая являлась важным перевозчиком боеприпасов и провизии во время Гражданской войны. После войны город продолжил развиваться как железнодорожный узел и стал важным индустриальным центром северо-центральной Западной Виргинии. В 1878 году Графтон стал окружным центром, который был перенесён из Прунтитауна. Большая часть современного города была построена в 1890—1930 годах. 10 мая 1908 года в городе был впервые отпразднован День матери, что привело к созданию праздника в США. В начале 50-х годов в городе начали закрываться заводы. В 1958 году женщины города организовали парад, посвящённый новым работодателем, что в итоге повлияло на открытие фабрики кукол. В XXI веке в Графтоне активно развивается туристическое направление.

## Население
По данным переписи 2010 года население Графтона составляло 5164 человека (из них 47,6 % мужчин и 52,4 % женщин), 2192 домашних хозяйств и 1357 семей. Расовый состав: белые — 97,1 %, афроамериканцы — 0,7 %, коренные американцы — 0,3 % и представители двух и более рас — 1,5 %.
Из 2192 домашних хозяйств 41,3 % представляли собой совместно проживающие супружеские пары (15,3 % с детьми младше 18 лет), в 15,0 % семей женщины проживали без мужей, в 5,6 % семей мужчины проживали без жён, 38,1 % не имели семьи. В среднем домашнее хозяйство ведут 2,29 человек, а средний размер семьи — 2,92 человека. Доля лиц старше 65 лет — 19,0 %. Средний возраст населения — 41,7 лет. В 2014 году медианный доход на семью оценивался в 37 163 $, на домашнее хозяйство — в 28 460 $.
Динамика численности населения:
|  |